# محمدرضا خرسندنیا
محمدرضا خرسندنیا (زاده ۱۶ بهمن ۱۳۶۶ - مشهد) یک بازیکن فوتبال اهل ایران است. وی سابقه بازی برای تیم استقلال تهران را در کارنامه دارد.

## حضور در استقلال
در خرداد ماه ۹۳ با قراردادی ۳ ساله راهی استقلالشد.
و نایب قهرمان جام حذفی ۹۵–۱۳۹۴ شد.

## بازگشت به پدیده
در تیر ماه ۱۳۹۵ از استقلال جدا شد و به پدیده مشهد پیوست.